# La Conchita, Jalisco
La Conchita är en ort i Mexiko.   Den ligger i kommunen La Huerta och delstaten Jalisco, i den södra delen av landet, 600 km väster om huvudstaden Mexico City. La Conchita ligger 294 meter över havet och antalet invånare är 374.
Terrängen runt La Conchita är varierad. Runt La Conchita är det glesbefolkat, med 14 invånare per kvadratkilometer. Närmaste större samhälle är La Huerta, 8,8 km väster om La Conchita. Omgivningarna runt La Conchita är en mosaik av jordbruksmark och naturlig växtlighet.